# CS Hobscheid
El CS Hobscheid fue un equipo de fútbol de Luxemburgo que alguna vez jugó en la Division Nationale, la liga de fútbol más importante del país.

## Historia
Fue fundado en el año 1932 en la ciudad de Hobscheid el mismo año en que se fundó el FC Olympique Eischen Hobscheid y formó parte de la Division Nationale en varias temporadas, donde su primera temporada fue en la de 1996/97, pero nunca pasó del 3.er lugar en la máxima categoría, la cual fue en la temporada 2000/01; aunque descendió al año siguiente y no regresó a la máxima categoría, e inició su caída libre hasta bajar al quinto nivel de Luxemburgo 4 años más tarde.
A nivel internacional en 3 ocasiones en la Copa Intertoto, pero nunca pudo pasar de la Primera Ronda y ni tan siquiera pudo gana un partido en Europa.
Al finalizar la temporada 2006/07 mientras jugaba en la  Primera División de Luxemburgo (tercer nivel) se fusionaron con el otro equipo de Hobscheid, el FC Olympique Eischen Hobscheid para crear al FC Aliance Äischdall, declarando oficialmente su desaparición.

## Palmarés
- División de Honor de Luxemburgo: 1

1996/97

## Participación en competiciones de la UEFA
| Temporada | Torneo             | Ronda | País                | Club            | Marcador |
| --------- | ------------------ | ----- | ------------------- | --------------- | -------- |
| 1998      | UEFA Intertoto Cup | 1     | República Checa     | Hradec Králové  | 1-2, 0-0 |
| 2000      | UEFA Intertoto Cup | 1     | Macedonia del Norte | Pelister Bitola | 1-3, 0-1 |
| 2001      | UEFA Intertoto Cup | 1     | Bielorrusia         | Dinamo Minsk    | 0-6, 1-1 |